# ذخیرۃ الملوک
ذخیرۃ الملوک ، یکی ازز تألیفات میر سید علی همدانی است۔

## تاریخ

### متن کتاب
کتابی است شامل یک مقدمه و دہ باب و خاتمه ای کوتاہ که بگفتهٔ مؤلف باستدعای جمعی از ملوک و حکام و اماجد و اشراف نوشته شدہ و مفصل ترین آثار میر سید علی همدانی است۔ نام مؤلف و کتاب در مقدمه بطور صریح آمدہ و علت تسمیهٔ آن به ذخیرۃ الملوک چنین توجیه شدہ است: ’’ این کتاب را بحکم باعثهٔ اصلی (استدعای ملوک و حکام) ذخیرۃ الملوک نام کردہ شد‘‘۔
اکثر مطالب این کتاب در حقیقت ترجمه و تلخیص کتابھائی از احیاء علوم‌الدین ابوحامد محمد غزالی است که مؤلف خود نیز مطالب زیادی بر آنھا افزودہ ولی در متن بھیچ وجه باین نکته اشارہ نکردہ  است و تنھا در یک مورد از غزالی و احیاء علوم‌الدین نام بردہ که آن نیز مشعر بمعنی ترجمه و اقتباس نیست۔ این موضوع ایجاب کرد که موارد متعددی از ذخیرۃ الملوک با  احیاء علوم‌الدین  و کیمیای سعادت غزالی ـ  که غزالی خود در آن مقدار زیادی از احیاء علوم‌الدین را بفارسی ترجمه کردہ۔ 
- با آغاز فصل اول کتاب قواعد العقائد مقایسه شود۔
- موارد متعدد از باب دوم با کتاب اسرار الزکاۃ و کتاب اسرار الصوم ۔
- تقریباً ھمه مباحث قسم پنجم از باب چھارم با کتاب آداب الالفة   و الاخوۃ، خصوصاً حقوق محبت و اخوت با باب ثانی ھمان کتاب از احیاء علوم‌الدین۔
- باب ھفتم خلاصه و برگزیدہ ای از کتاب الامر بالمعروف و النھی عن المنکر است و منکرات نفقات در باب ھفتم ذخیرہ ترجمهٔ بی ترتیبی است از منکرات ضیافت ھمین کتاب در احیاء علوم‌الدین۔
- باب ھشتم با نیمهٔ دوم کتاب صبر و شکر۔
- باب نھم با نیمهٔ اول کتاب صبر و شکر۔
- قسمت اول باب دھم، ترجمهٔ قسمتھای مختلف از کتاب ذمّ الکبر و العجب است با تقدیم و تأخیر مطالب، شرح مذمت غضبی نیز مقتبس است از کتاب ذمّ الغضب و الحقد و الحسد، بقیهٔ مطالب این باب نیز ترجمه شدہ از باب بیان الطریق فی معالجة الکبر، کتاب ذمّ الکبر در احیاء علوم‌الدین، جلد سوم۔ ناگفته نماند که دہ علامت اضمار تکبر، ترجمهٔ کامل گونه ای است از بیان اخلاق المتواضعین کتاب ذمّ الکبر و العجب ۔
- در سه باب دیگر (۳، ۴، ۵) توجه نویسندہ به احیاء علوم‌الدین خیلی کم و در بسیاری از آنھا اصلاً از احیاء علوم‌الدین اقتباس نکردہ است۔[۲]